# Chânes
Chânes település Franciaországban, Saône-et-Loire megyében. Lakosainak száma 529 fő (2022. január 1.). Chânes Chaintré, La Chapelle-de-Guinchay, Crêches-sur-Saône, Leynes, Saint-Amour-Bellevue és Saint-Vérand községekkel határos.

## Népesség
A település népességének változása:
| Lakosok száma | 586  | 559  | 557  | 538  | 535  | 529  | 529  | 529  | 529  |
|               | 2013 | 2015 | 2016 | 2017 | 2018 | 2019 | 2020 | 2021 | 2022 |